# Polycaena pallidior
Polycaena pallidior är en fjärilsart som beskrevs av Forster 1951. Polycaena pallidior ingår i släktet Polycaena och familjen Riodinidae. Inga underarter finns listade i Catalogue of Life.